# 嶋﨑都志子
嶋﨑 都志子（しまざき としこ）は日本のDIYアドバイザー、インテリアコーディネーター。

## 人物
- 大学の美術科卒。大学卒業後、リフォーム会社・ハウスメーカー・インテリアショップなどで勤務
- 2010年、4人のアドバイザーでDIY監修、大型イベントプロデュースなどを行う有限責任事業組合TANOKを設立（2014年よりメンバーは3名）
- 現在、個人の活動としてはプチリフォームの施工・アドバイス、家具補修、インテリアライターなどを行っている
- フランス遊学経験あり

## メディア出演
- 住まい自分流（NHK）- 2005年〜2011年放送、DIYアシスタント
- あさイチ（NHK）
- ごごナマ（NHK）
- メイドインジャパン!（TBS）

ほか

## 著書
- すごく簡単・すぐできる! 木工ガールのはじめてDIY（2010年、美術出版社）- 監修
- 快適&長もち 住まいのお手入れ術―気分一新! “壁"と“床"（2013年、NHK出版）- 講師
- 住まいの修繕とメンテナンス―初めてでも、自分でできる（2014年、成美堂出版）
- いちばんわかりやすい 家事のきほん大事典（2020年、成美堂出版）- 補修ページ担当